# Рахманка (ручей)
Рахманка (баш. Рахман шишмәһе) — ручей в России, протекает по Челябинской области. Длина водотока — 11 км. Левый приток реки Юрюзань, впадает в 274 км от устья. Название от башкирского антропонима Рахман.

## Данные водного реестра
По данным государственного водного реестра России относится к Камскому бассейновому округу, водохозяйственный участок реки — Уфа от Нязепетровского гидроузла до Павловского гидроузла, без реки Ай, речной подбассейн реки — Белая. Речной бассейн реки — Кама. Код водного объекта — 10010201112211100023269.
- Код по гидрологической изученности 111102326
- Номер тома по ГИ 11
- Выпуск по ГИ 1